# Waldemar Lemos
Waldemar Lemos, właśc. Waldemar Lemos de Oliveira (ur. 5 czerwca 1954 w Rio de Janeiro) – brazylijski trener piłkarski.

## Kariera trenerska
Karierę szkoleniowca rozpoczął w 1986 roku. Trenował kluby Mesquita, São Cristóvão, Goytacaz, Fluminense FC, CR Flamengo, Figueirense, Cabofriense, Paulista, Joinville, Harbour View, Náutico, Athletico Paranaense, Pohang Steelers, Duque de Caxias, Sport, Atlético Goianiense, ABC, América do Recife, Vila Nova i Boavista.

## Sukcesy i odznaczenia

### Sukcesy trenerskie
Fluminense
- mistrz Campeonato Carioca: 2002